# 大野村 (茨城県鹿島郡)
大野村（おおのむら）は、茨城県鹿島郡にかつて存在した村。1995年9月1日、合併により鹿島町（現鹿嶋市）に編入された。

## 地理
- 茨城県南東部、鹿行地区に位置する。
- 東部に太平洋、西部に北浦を臨む。

### 隣接していた自治体
- 茨城県
  - 鹿島郡
    - 鹿島町
    - 大洋村

  - 行方郡
    - 潮来町
    - 麻生町
    - 北浦町

## 歴史
村名は大同村の大、中野村の野を組み合わせて大野村となった。当村の村章にその名残がある。

### 年表
- 1953年（昭和28年）5月18日 - 国道123号（現在の国道51号）が制定。
- 1955年（昭和30年）3月31日 – 大同村と中野村が合併し大野村が発足。
- 1985年（昭和60年）3月14日 - 鹿島臨海鉄道大洗鹿島線が開業。
- 1983年（昭和58年）2月2日 - 村章を制定する。[1]
- 1995年（平成7年）9月1日 - 大野村は鹿島町へ編入され、消滅[2]。
  - 同日、鹿島町は改称・市制施行し、鹿嶋市となる[2]。

## 行政

### 施設
- 大野村役場
- 大野村中央公民館（図書室）

### 村長
- 生井澤健二 - 1971年5月から1995年8月31日まで[2]

### 行政区域変遷
- 変遷の年表

| 大野村村域の変遷（年表） | 大野村村域の変遷（年表） | 大野村村域の変遷（年表） |
| 年                       | 月日                     | 旧大野村村域に関連する行政区域変遷 |
| ------------------------ | ------------------------ | --- |
| 1889年（明治22年）       | 4月1日                   | 町村制施行により、以下の村がそれぞれ発足。 - 大同村 ← 志崎村・大小志崎村・武井村・武井釜村・津賀村・浜津賀村・和村・棚木村・荒井村・青塚村・角折村 - 中野村 ← 中村・奈良毛村・林村・小山村・荒野村 |
| 1955年（昭和30年）       | 3月31日                  | 大同村と中野村が合併し大野村が発足。 |
| 1995年（平成7年）        | 9月1日                   | 大野村は鹿島町へ編入され、消滅。 - 同日、鹿島町は改称・市制施行し、鹿嶋市となる。 |

- 変遷表

| 大野村村域の変遷表 | 大野村村域の変遷表 | 大野村村域の変遷表 | 大野村村域の変遷表  | 大野村村域の変遷表     | 大野村村域の変遷表         | 大野村村域の変遷表 |
| 1868年 以前        | 1868年 以前        | 明治22年 4月1日    | 明治22年 - 昭和19年 | 昭和20年 - 昭和64年    | 平成元年 - 現在            | 現在               |
| ------------------ | ------------------ | ------------------ | ------------------- | ---------------------- | -------------------------- | ------------------ |
|                    | 志崎村             | 大同村             | 大同村              | 昭和30年3月31日 大野村 | 平成7年9月1日 鹿島町に編入 | 鹿嶋市             |
|                    | 大小志崎村         | 大同村             | 大同村              | 昭和30年3月31日 大野村 | 平成7年9月1日 鹿島町に編入 | 鹿嶋市             |
|                    | 武井村             | 大同村             | 大同村              | 昭和30年3月31日 大野村 | 平成7年9月1日 鹿島町に編入 | 鹿嶋市             |
|                    | 武井釜村           | 大同村             | 大同村              | 昭和30年3月31日 大野村 | 平成7年9月1日 鹿島町に編入 | 鹿嶋市             |
|                    | 津賀村             | 大同村             | 大同村              | 昭和30年3月31日 大野村 | 平成7年9月1日 鹿島町に編入 | 鹿嶋市             |
|                    | 浜津賀村           | 大同村             | 大同村              | 昭和30年3月31日 大野村 | 平成7年9月1日 鹿島町に編入 | 鹿嶋市             |
|                    | 和村               | 大同村             | 大同村              | 昭和30年3月31日 大野村 | 平成7年9月1日 鹿島町に編入 | 鹿嶋市             |
|                    | 棚田村             | 大同村             | 大同村              | 昭和30年3月31日 大野村 | 平成7年9月1日 鹿島町に編入 | 鹿嶋市             |
|                    | 荒井村             | 大同村             | 大同村              | 昭和30年3月31日 大野村 | 平成7年9月1日 鹿島町に編入 | 鹿嶋市             |
|                    | 青塚村             | 大同村             | 大同村              | 昭和30年3月31日 大野村 | 平成7年9月1日 鹿島町に編入 | 鹿嶋市             |
|                    | 角折村             | 大同村             | 大同村              | 昭和30年3月31日 大野村 | 平成7年9月1日 鹿島町に編入 | 鹿嶋市             |
|                    | 中村               | 中野村             | 中野村              | 昭和30年3月31日 大野村 | 平成7年9月1日 鹿島町に編入 | 鹿嶋市             |
|                    | 奈良毛村           | 中野村             | 中野村              | 昭和30年3月31日 大野村 | 平成7年9月1日 鹿島町に編入 | 鹿嶋市             |
|                    | 林村               | 中野村             | 中野村              | 昭和30年3月31日 大野村 | 平成7年9月1日 鹿島町に編入 | 鹿嶋市             |
|                    | 小山村             | 中野村             | 中野村              | 昭和30年3月31日 大野村 | 平成7年9月1日 鹿島町に編入 | 鹿嶋市             |
|                    | 荒野村             | 中野村             | 中野村              | 昭和30年3月31日 大野村 | 平成7年9月1日 鹿島町に編入 | 鹿嶋市             |

### 村章
「大の」を組みあわせたものを1983年2月2日に制定される。

## 交通

### 鉄道
- 鹿島臨海鉄道
  - ■ 大洗鹿島線
    - 鹿島灘駅 - 鹿島大野駅 - 長者ヶ浜潮騒はまなす公園前駅 - 荒野台駅

### 道路
- 一般国道
  - 国道51号
- 主要地方道
  - 茨城県道18号茨城鹿島線
- 一般県道
  - 茨城県道186号荒井行方線
  - 茨城県道242号鉾田鹿嶋線